# Micrasema bifoliatum
Micrasema bifoliatum är en nattsländeart som beskrevs av Martynov 1925. Micrasema bifoliatum ingår i släktet Micrasema och familjen bäcknattsländor. Inga underarter finns listade i Catalogue of Life.